# Швец, Виктор Николаевич
Виктор Швец (1955, Киев — 19 февраля 2014, Киев) — мастер спорта, старший мичман, участник Евромайдана, погиб от огнестрельного ранения. Герой Украины (2014, посмертно).

## Биография
Родился 8 октября 1955 в Киеве. В 1973 году окончил киевскую среднюю школу № 98. В 14 лет серьёзно начал заниматься академической гребле. Срочную службу в рядах Вооруженных сил СССР проходил в течение двух лет в спортроте города Киева. Затем долгое время внесрочно служил в спортроте. Мастер спорта, семикратный чемпион вооруженных сил Советского Союза по академической гребле, призёр чемпионатов СССР, многократный чемпион и призёр чемпионата Украинской ССР, член олимпийской сборной 1981 году.
В 1987—1991 годах был подводником, служил в Мурманске старшим мичманом на атомной подлодке Северного флота СССР, где отвечал за обслуживание радиотехники. В 1991 году перевелся в Киевское высшее военно-морское политическое училище, находившееся на Подоле в помещении нынешней Киево-Могилянской академии. Это был период поэтапной ликвидации училища, что вынудило В. М. Швец в 1992 году выйти на досрочную военную пенсию.
После ухода на пенсию жил в селе Гатное Киево-Святошинского района Киевской области.
Зимой 2013—2014 годов неоднократно приезжал на Майдан Независимости в Киеве, где был участником Революции достоинства. Возил теплые вещи, носки для активистов Майдана. 18 февраля 2014 около 16:00 поехал туда последний раз, около 23:00 позвонил жене и сообщил, что с ним все хорошо. В ту же ночь примерно между 23:00 и 24:00 он погиб на улице Институтской в результате двух огнестрельных ранений в грудь и одного в шею, его с близкого расстояния расстреляли бойцы «Беркута» из помпового ружья. 19 февраля 2014 около 1:00 его тело привезли в морг на улице Оранжерейной в Киеве, где его смерть была зафиксирована официально. Похоронен в селе Гатное Киево-Святошинского района Киевской области.

## Память

### Награды
- Звание Герой Украины с вручением ордена «Золотая Звезда» (21 ноября 2014, посмертно) — за гражданское мужество, патриотизм, героическое отстаивание конституционных принципов демократии, прав и свобод человека, самоотверженное служение Украинскому народу, обнаруженные во время Революции достоинства[1]
- Медаль «За жертвенность и любовь к Украине» (УПЦ КП, июнь 2015) (посмертно)[2]

## Ссылка
- ВИКТОР ШВЕЦ на сайте памяти НЕБЕСНОЙ СОТНИ
- Галерея памяти. Швец Виктор Николаевич